# 白岡市立南中学校
白岡市立南中学校（しらおかしりつ みなみちゅうがっこう）は、埼玉県白岡市にある公立中学校。

## 沿革
- 1982年（昭和57年）4月1日 - 開校。

## 部活動

### 運動部
- 野球部
- 剣道部
- バスケットボール部
- 卓球部
- 陸上部
- 女子バレーボール部
- 女子テニス部
- 男子テニス部
- サッカー部
- ソフトボール部

### 文化部
- 家政部
- 吹奏楽部
- 美術部
- 科学部